# Jingyuan (1886)
Die Jingyuan (chinesisch 靖遠 / 靖远) war ein Geschützter Kreuzer der Zhiyuan-Klasse der chinesischen Beiyang-Flotte. Zeitgenössisch wurde der Name meist in Ching Yuen übertragen.

## Allgemeines
Die Jingyuan wurde zusammen mit ihrem Schwesterschiff Zhiyuan bei der britischen Werft Armstrong, Mitchell & Company in Elswick konstruiert und gebaut. Die beiden Schiffe waren sogenannte Elswick-Kreuzer, wie sie auch von Chile und Japan gekauft wurden.
Auf Kiel gelegt wurde das Schiff am 20. Oktober 1885 und der Stapellauf erfolgte am 14. Dezember 1886. Nach Indienststellung am 9. Juli 1887, noch vor dem Schwesterschiff, verlegten beide Einheiten zusammen mit zwei in Deutschland gebauten kleinen Panzerkreuzern (Jingyuan (經遠 / 经远, früher King Yuen oder King Yuan) und Laiyuan (來遠 / 来远, auch Lai Yuen)) vom 12. September bis zum November 1887 nach China. Kommandiert wurde der Kreuzer vom Chinesen Ye Zuogui und hatte nur wenige ausländische Berater an Bord.
Die Einsätze der Jingyuan glichen denen der Zhiyuan. In der Seeschlacht am Yalu war sie auf der anderen Seite der chinesischen Schlachtlinie im Einsatz, die in der Schlacht mit den großen Turmschiffen zusammenblieb. Jingyuan wurde in der Schlacht beschädigt (2 Tote, 14 Verletzte), konnte sich aber mit den Hauptkräften der Beiyang-Flotte nach Lüshunkou (später Port Arthur) zurückziehen, wo sie repariert wurde. Mit der Flotte verlegte sie schließlich nach Weihaiwei.
Jingyuan beteiligte sich aktiv an der Verteidigung der belagerten chinesischen Basis. Am 9. Februar 1895 wurde sie unterhalb der Wasserlinie von Granaten aus einem der chinesischen Forts getroffen, das von den Japanern schon erobert war und darauf in flachem Wasser selbst versenkt. Um zu verhindern, dass eine Bergung möglich sei, wurde die Bugtorpedoanlage von einem europäischen Berater gesprengt, wodurch das Wrack vollständig zerstört wurde.

## Technische Beschreibung
Die Jingyuan und ihr Schwesterschiff verdrängten 2355 ts und hatten einen in zwölf Abteilungen unterteilten Rumpf, der dazu fast vollständig einen Doppelboden hatte. Sie waren zweimastige Schiffe mit einem Schornstein und einem geringen Freibord. Die beiden Maschinen waren von Hawthorn, Leslie & Company geliefert worden und verfügten über eine Gebläseeinrichtung, die einen künstlichen Zug erzeugte, um eine Höchstgeschwindigkeit von 18 kn zu erreichen.
Obwohl relativ klein, wurden beide Schiffe schwer bewaffnet. Auf dem Vorschiff hatten sie zwei 210-mm-L/35-Krupp-Kanonen in einem von Armstrong konstruierten Doppelturm, der hydraulisch bewegt wurde. Ein drittes 210-mm-Krupp-Geschütz diente als manuell gerichtetes Heckgeschütz mit einem Schutzschild. Die Magazine für die drei Krupp-Kanonen waren unter den Geschützen. Die schweren Krupp-Geschütze wurde aus Uniformitätsgründen beibehalten. Als mittlere Artillerie waren zwei Armstrong-Kanonen von 152 mm mittschiffs auf seitlichen Ausbuchtungen relativ niedrig aufgestellt.
Die vier Torpedorohre waren auf dem Deck starr an Bug und Heck und beweglich auf jeder Seite installiert.